# یهاقر (روستا)
 یهاقر  به عربی ( الیهاقَر ) روستایی در ناحیهٔ (عزلهٔ الأعمور) وناحیه (العزیة) در استان اِب در کشور یمن در شبه جزیره عربستان است. این روستا در سر راه ارتباطی تعز به اب قراردارد. 

## جمعیت
جمعیت آن (۲۱۷ ) نفر (۱۲ خانوار) می‌باشد.